# Exallonyx minor
Exallonyx minor är en stekelart som beskrevs av Henry Keith Townes, Jr. 1981. Exallonyx minor ingår i släktet Exallonyx, och familjen svartsteklar. Arten är reproducerande i Sverige.